# Campeonato Gaúcho de Handebol Feminino
OO Campeonato Gaúcho de Handebol Feminino é uma competição realizada por clubes de handebol do estado do Rio Grande do Sul, na categoria adulto feminino. É organizado pela Federação Gaúcha de Handebol (FGHb).